# Masaki Tsuchihashi
Masaki Tsuchihashi (土橋 正樹 Tsuchihashi Masaki?,  nacido el 23 de julio de 1972 en Kanagawa) es un exfutbolista japonés que se desempeñaba como centrocampista.
En 1996, Tsuchihashi jugó para la selección de fútbol de Japón.

## Trayectoria

### Clubes
| Club               | País  | Año         |
| ------------------ | ----- | ----------- |
| Urawa Red Diamonds | Japón | 1995 - 2003 |

### Selección nacional
| Selección | País  | Año  |
| --------- | ----- | ---- |
| Absoluta  | Japón | 1996 |

## Estadística de equipo nacional
| Selección de Japón | Selección de Japón | Selección de Japón |
| Año                | Part.              | Goles              |
| ------------------ | ------------------ | ------------------ |
| 1996               | 1                  | 0                  |
| Total              | 1                  | 0                  |

## Palmarés

### Títulos nacionales
| Título         | Club               | País  | Año  |
| -------------- | ------------------ | ----- | ---- |
| Copa J. League | Urawa Red Diamonds | Japón | 2003 |